# Richard Salomon

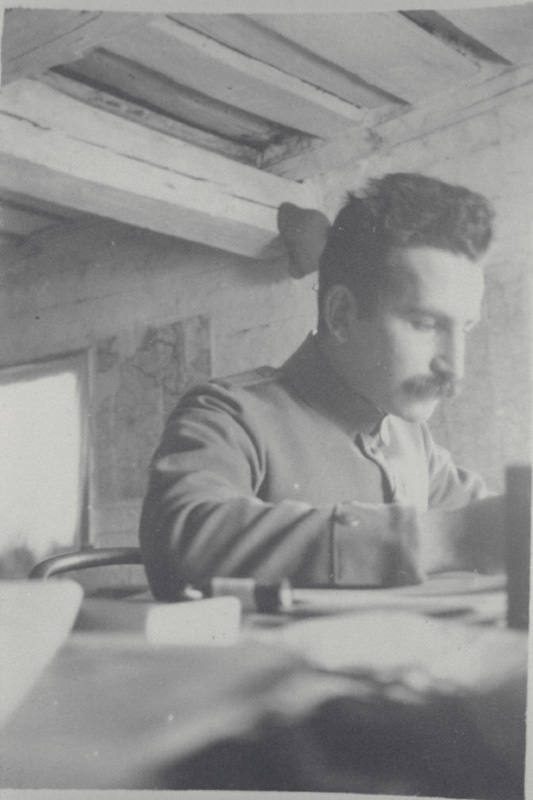
Richard Salomon im Ersten Weltkrieg

Richard Georg Salomon (* 22. April 1884 in Berlin; † 3. Februar 1966 in Mount Vernon) war ein deutscher Historiker und Diplomatiker.

## Leben
Richard Georg Salomon, dessen Vater praktischer Arzt und Privatdozent in Berlin war, legte 1902 das Abitur am Königlichen Friedrich-Wilhelm-Gymnasium zu Berlin ab und nahm das Studium der Geschichte und ihrer Hilfswissenschaften auf. Kurz vor der Immatrikulation ließ der Achtzehnjährige sich in der evangelischen Jerusalems-Kirche taufen. Dies war „eine pragmatische Entscheidung“ angesichts  einer angestrebten Karriere als Hochschullehrer; ansonsten wären Schwierigkeiten und Schikanen zu erwarten gewesen.
Für eine Untersuchung zur normannisch-italienischen Diplomatik bereiste Salomon 1905 süditalienische Archive und fertigte dabei zahlreiche Fotos von Urkunden an, deren Vorlagen zum Teil verloren gegangen sind oder deren Erhaltungszustand sich verschlechtert hat. Dieses Material steht heute im Deutschen Historischen Institut in Rom der Wissenschaft zur Verfügung. 1907 wurde die Dissertation an der Berliner Universität angenommen, es ist allerdings nur ein Teil gedruckt worden, dem sich jedoch kleinere Veröffentlichungen zu Urkunden aus dem Mezzogiorno anschlossen. Von 1907 bis 1914 war er Mitarbeiter bei der Constitutiones-Abteilung der Monumenta Germaniae Historica, von 1960 bis zu seinem Tod Korrespondierendes Mitglied der Zentraldirektion.

### Hamburg
Aus dem Dienst der Monumenta wurde er zum 1. November 1914 entlassen wegen der Berufung als Professor für Kultur und Geschichte Russlands am Kolonialinstitut in Hamburg, das 1919 in der Universität aufging. Wegen seiner Einberufung zum Kriegsdienst (1914–1916) konnte das Seminar erst im Wintersemester 1915/1916 seinen Betrieb aufnehmen, 1917 wurde es gemäß den Forschungsintentionen Salomons in „Osteuropäisches Seminar“ umbenannt. Trotz des Krieges konnten aktiv Schriften mit Russland ausgetauscht werden, auf Russlandreisen 1925 und 1929 konnte Salomon die Kontakte ausbauen. Der Vortrag über Handelsbeziehungen Hamburgs zu Rußland, den er 1918 vor dem Verein für Hamburgische Geschichte hielt, verdeutlicht diese Entwicklung seiner Interessen.
1926 konnte er Fritz T. Epstein als Mitarbeiter gewinnen, der 1931 nach Frankfurt berufen und später wie Salomon von den Nationalsozialisten zur Emigration in die USA gezwungen wurde. Im April 1933 verlangte der Nationalsozialistische Deutsche Studentenbund die Entlassung Salomons. Während die Mehrheit der Fakultätskollegen nur halbherzig Stellung bezog, unterzeichneten 45 Studenten eine Petition für den Verbleib Salomons. Vor einer Entlassung schützte ihn kurzzeitig das Frontkämpferprivileg. Seinen Lehrstuhl für die Geschichte Osteuropas verlor er jedoch schon im Sommer 1933 und lehrte lediglich Historische Hilfswissenschaften. Im  März 1934 wurde Salomon auf Grund des § 6 des Berufsbeamtengesetzes zum 30. Juni 1934 in den Ruhestand versetzt.
Nach seiner zwangsweisen Versetzung in den Ruhestand bearbeitete Salomon die im Staatsarchiv lagernden „Avignon-Akten“ des Prozesses der Hansestadt Hamburg gegen die päpstliche Kurie im 14. Jahrhundert. Dieses auf drei Jahre befristete Editionsprojekt wurde von der Hamburgischen Wissenschaftlichen Stiftung unterstützt. Salomon bemühte sich ab 1934 um Arbeitsmöglichkeiten in den USA, aber auch in Kanada, England und Lateinamerika. Von Januar bis Mai 1936 hielt sich Salomon in den USA auf und hielt an diversen Hochschulen Vorträge. Erst im September 1937 konnte er mit seiner Frau in die USA emigrieren. Dort wurde er Professor am Kenyon College in Gambier (Ohio), wo er mittelalterliche Geschichte und Kirchengeschichte unterrichtete.

### Die letzte Edition
Die Avignon-Akten aus dem Hamburger Staatsarchiv waren nach Ende des Weltkrieges zunächst verschollen. Nach ihrem Wiederauftauchen wandte sich Jürgen Bolland, der Direktor des Staatsarchivs und damalige Vorsitzende des Vereins für Hamburgische Geschichte, dem Salomon von 1916 bis zu seinem Ausschluss 1938 angehört hatte, an Salomon und konnte ihn durch großzügige Bereitstellung von Material in den USA überzeugen, die Arbeit an der Edition, die Salomon nach seiner Entlassung als Professor in Angriff genommen hatte, wieder aufzunehmen. Das Manuskript für die Ausgabe der Korrespondenzen und Aktenstücke der Kurienprokuratoren Hamburgs bei den Päpsten in Avignon konnte er wenige Tage vor seinem Tod abschließen und nach Hamburg schicken.

## Schriften (Auswahl)
- Studien zur normannisch-italischen Diplomatik. Teil 1, Kap. IV,1: Die Herzogsurkunden für Bari. Noske, Borna-Leipzig 1907 Phil. Diss. Berlin 1907.
- Eine russische Publikation zur päpstlichen Diplomatik. In: Neues Archiv der Gesellschaft für ältere deutsche Geschichtskunde. Band 32 (1907), S. 459–475.
- Ein Rechnungs- und Reisetagebuch vom Hofe Erzbischof Boemunds II. von Trier, 1354–1357. In: Neues Archiv der Gesellschaft für ältere deutsche Geschichtskunde. Band 33 (1908), S. 399–434.
- Iohannis Porta de Annoniaco Liber de coronatione Karoli IV. imperatoris. Edidit Ricardus Salomon. Hahn, Hannover 1913 (Monumenta Germaniae Historica. Scriptores. 7, Scriptores rerum Germanicarum in usum scholarum; 35)
- Johannes Porta de Annoniaco und sein Buch über die Krönung Kaiser Karls IV. In: Neues Archiv der Gesellschaft für ältere deutsche Geschichtskunde. 38 (1913), S. 227–294.
- Die Papstbiographien des Johannes Porta de Annoniaco. In: Neues Archiv der Gesellschaft für ältere deutsche Geschichtskunde. Band 45 (1924), S. 112–119.
- Die avignonesischen Akten des Hamburger Staatsarchivs. Ein Arbeitsbericht und eine Anleitung zur weiteren Bearbeitung. Ackermann & Wulff, Hamburg 1937.
- Prunksuppliken in einer amerikanischen Sammlung. In: Festschrift Edmund E. Stengel. Böhlau, Münster/Köln 1952, S. 81–89.
- A newly discovered manuscript of Opicinus de Canistris. A preliminary report In: Journal of the Warburg and Courtauld Institutes. Band 16 (1953), S. 45–57.
- Aus den Avignon-Akten des Hamburgischen Staatsarchivs. In: Zeitschrift des Vereins für hamburgische Geschichte. Band 50 (1964), S. 29–40.
- Die Korrespondenz zwischen dem Hamburger Rat und seinen Vertretern an der päpstlichen Kurie in Avignon 1337 bis 1359. 1968.